# Кастильо, Луис де
Луис де Кастильо (Luis del Castillo) — испанский писатель, писавший о России.
Провёл в России 4 года на иждивении испанского короля, со специальной целью научиться русскому языку. Выехал из Санкт-Петербурга в 1792. Напечатал «Compendio cronológico de la historia y del estado actual del imperio ruso» (Мадр., 1796), при составлении которого руководствовался как личными наблюдениями, так и русскими и немецкими авторами. Эта книжка распадается на две части: на хронологический обзор русской истории и на очерк современного автору состояния России.